# Lagitupu Tuilimu
Lagitupu Tuilimu est un homme politique des Tuvalu et ancien premier ministre par intérim du 8 décembre 2000 au 24 février 2001.

## Biographie
Lors de la formation du gouvernement de Ionatana Ionatana en avril 1999, Tuilimu obtient les titres de vice premier ministre et de ministre des Finances. À la mort de Ionatana Ionatana, le 8 décembre 2000, Tuilimu devient premier ministre par intérim jusqu'à l'investiture de Faimalaga Luka par le parlement le 24 février 2001.